# Wijbo Fijnje

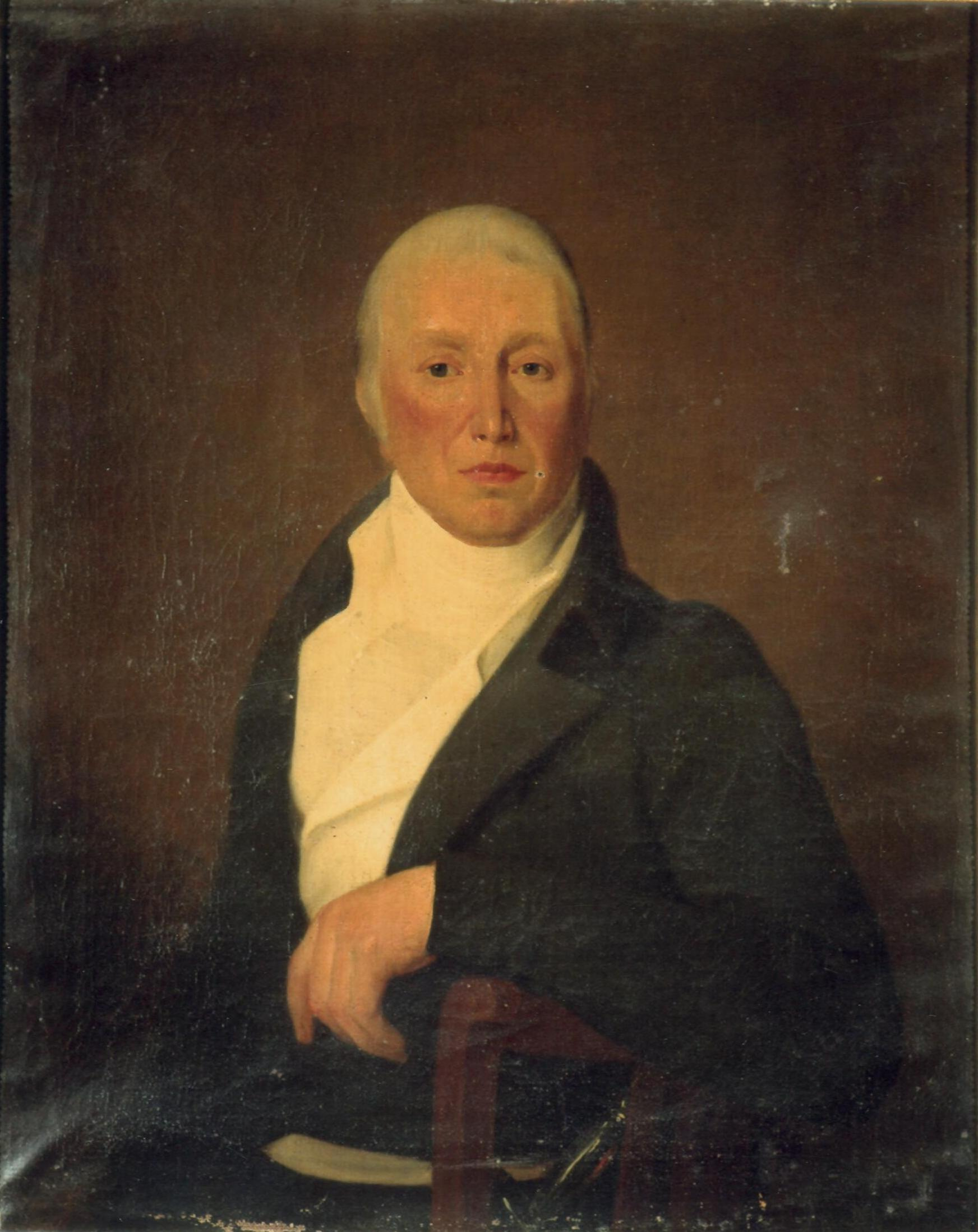
Wybo Fijnje

Wijbo Fijnje (Zwolle (Overijssel), 24 januari 1750 – Amsterdam, 2 oktober 1809) was een doopsgezinde predikant, Delftse uitgever, patriot, banneling, couppleger, politicus en in de Franse tijd directeur van de Staatscourant.

## Levensloop
Fijnje groeide op in Haarlem, waar zijn vader Jan Fijnje, afkomstig uit Harlingen, als predikant was benoemd. Zijn ouders stierven in 1763. Hij studeerde in Amsterdam, maar verhuisde in 1771 naar Leiden en kwam in contact met de Collegianten in Rijnsburg. Fijnje begon zijn loopbaan als doopsgezind predikant te Deventer (1774). Vervolgens is hij benoemd in Delft, waar hij al snel het ambt verliet om in 1775 de Hollandsche Historische Courant te gaan uitgeven. Fijnje raakte waarschijnlijk geïnspireerd door de uitgeversactiviteiten en de Gazette de Leyde, de internationaal geroemde krant in Leiden, want in november 1775 huwde hij met Emilie Luzac, de dochter van de uitgever.

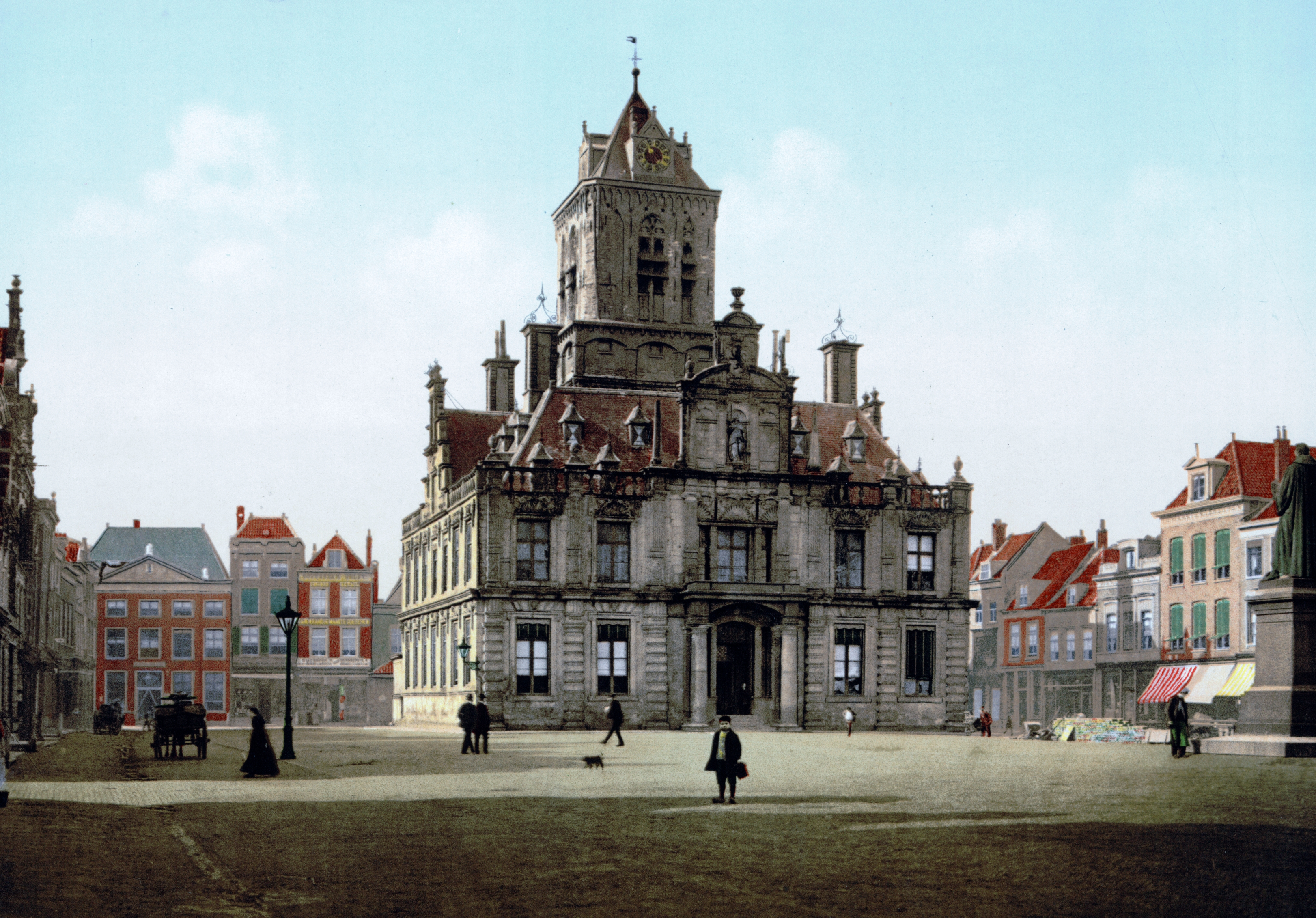
Het stadhuis in Delft rond 1900

### De patriottentijd
In januari 1783 raakte Fijnje in conflict met de Pruisische ambassadeur Friedrich Wilhelm von Thulemeier, die zich beledigd voelde door een artikel in de krant. Fijnje moest zijn tekst herroepen en verontschuldigingen aanbieden, toen Thulemeier bij de burgemeesters langs ging in Delft. Johan Luzac, die schreef onder het pseudoniem Attica in Fijnje's Nederlandstalige krant, waarschuwde bovendien zijn zwager om meer gematigdheid te betrachten ten aanzien van zijn medewerker, de journalist Gerrit Paape, die tamelijk anti-orangistische standpunten innam. In 1783 was Fijnje betrokken bij de oprichting van het exercitiegenootschap; in oktober 1785 bij het opstellen van het Leids Ontwerp, samen met Pieter Vreede en Rutger Jan Schimmelpenninck, Cornelis van Foreest en Jacobus Blaauw als afgevaardigde van Gouda. In juli 1787 beklaagde de gezant Thulemeier zich opnieuw over de manier waarop de prinses werd beschreven.
Op 21 augustus 1787 las Fijnje - als afgevaardigde - een revolutionaire verklaring voor in de raadzaal van Delft. Elf leden uit de vroedschap werd verzocht op te stappen, waarna acht patriotten konden worden geïnstalleerd. Dat alles gebeurde zonder voordracht aan de stadhouder, maar met het vertrouwen van de bevolking, dat naar het schijnt buiten zwijgend toekeek naar het vliegend legertje onder leiding van Adam Gerard Mappa, een lettergieter en oud-officier. Een bakker die oranjekoek verkocht, kreeg van de krijgsraad bewaking voor zijn huis. Het excercitiegenootschap kreeg vervolgens beschikking over het groot munitie- en wapenarsenaal in de Republiek, tegenwoordig het Legermuseum in Delft. De remotie is nagevolgd in Leiden, Dordrecht, Alkmaar, Hoorn en Monnikendam en vond plaats onder de dreiging van een Pruisisch ultimatum en inval.

### Banneling in Noord-Frankrijk

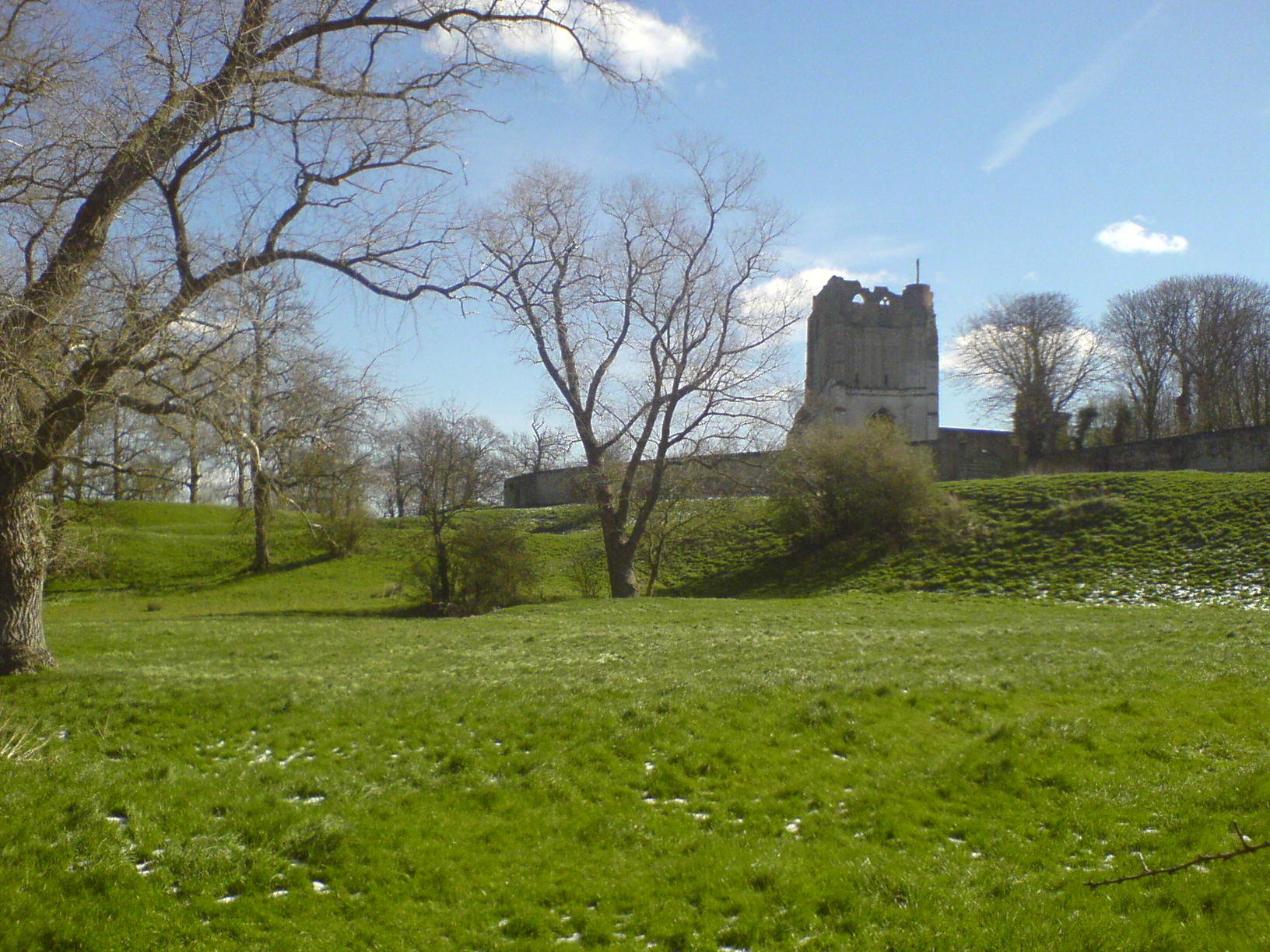
Restanten van de Abdij van Waten waar de commune gevestigd was

Wijbo Fijnje behoorde tot de overtuigde en strijdbare patriotten, waardoor het gezin Fijnje-Luzac op 19 september 1787 de stad moest verlaten. De bevolking van Delft nam wraak op het Genootschap, een kamer vol Delfts aardewerk, beschilderd met symbolen van de vrijheid, werd stukgegooid. De inventaris belandde in de gracht. De familie Fijnje week uit naar Antwerpen, later Brussel en uiteindelijk Waten in Frans-Vlaanderen. Johan Valckenaer, Herman Willem Daendels en Mappa huurden op initiatief van Fijnje een voormalige Abdij van Waten op de Watenberg. De vier gezinnen en drie vrijgezellen brachten de kamers op orde, verbouwden groenten en speelden biljart. Wijbo Fijnje hertrouwde met Marie Françoise Constance Ténar, nadat Emilie in 1788 overleed. Toen de leden van de associatie door de plaatselijke bevolking werden beschuldigd van het opslaan en verhandelen van graan, werd de commune in 1792 ontbonden. Mappa emigreerde naar de Verenigde Staten en begon de eerste lettergieterij in New York; Valckenaer verhuisde naar Parijs. Daendels vertrok naar Duinkerke.
Fijnje had in 1783 de buitenplaats Vliet en Burgh in Voorburg gekocht. Vanuit zijn ballingschap wist hij de buitenplaats in 1791 weer te verkopen.

### De Bataafse Republiek
In 1795 keerde Fijnje terug naar de Republiek en werd lid van het comité van waakzaamheid, een soort zuiveringscommissie. Hij leidde de Vergadering van provisionele representanten en nam samen met Wiselius en professor Theodorus van Kooten plaats in het comité ter ontmanteling van de VOC, waar radicale standpunten werden ingenomen, maar ook veel plezier werd beleefd. Op 22 januari 1798 pleegde hij met Daendels, Vreede en Van Langen een staatsgreep om de eenheid en ondeelbaarheid van de nieuwe republiek te waarborgen. De radicale en alomtegenwoordige Fijnje vertegenwoordigde het Uitvoerend Bewind en zette de Binnenlandse Bataafse Courant op. Lang bleven de omstreden Unitariërs niet aan de macht, want op 12 juni 1798 werd onder leiding van Daendels een nieuwe staatsgreep gepleegd. Voor de corrupte oud-vluchtelingen met een uitgesproken karakter, democratisch dan wel aristocratisch was geen plaats meer; de Moderaten hadden gewonnen. Pieter Vreede wist te ontvluchten door een raam; Fijnje en Van Langen werden tot eind van het jaar opgesloten in de Gevangenpoort, beschuldigd van verkwisting van staatsgelden door de toenmalige procureur Van Maanen. Het proces heeft echter nooit plaatsgevonden.
Fijnje werd ambteloos burger en hield zich bezig met een oude hobby, hogere wiskunde en kwam wekenlang de deur niet uit. Op aanraden van Rutger Jan Schimmelpenninck, Alexander Gogel en Hendrik van Stralen werd Fijnje in 1805 hoofdredacteur van de Bataafse Staatscourant. Hij kreeg het domein het Kleine Loo ter beschikking. Toen de redactie naar Amsterdam werd verplaatst, werd Jonas Daniël Meijer benoemd tot hoofdredacteur. Fijnje schijnt door zijn ziekte de taak niet te hebben kunnen volhouden, maar bleef pro forma aangesteld als directeur.

## Werk
- 1774 Theoriae Systematis Universi specimen philosphicum (dissertatie)
- 1783 Beknopte tijdrekenkundig begrip der algemeene geschiedenis; 2 delen, waarvan het tweede deel verloren is gegaan.